# Eduard Kanhäuser
Eduard Kanhäuser (Vienna, 18 settembre 1901 – Casamari, 22 maggio 1944) è stato un calciatore austriaco, di ruolo portiere.

## Carriera

### Nazionale
Esordisce il 30 aprile 1922 contro l'Ungheria (1-1).

## Palmarès

### Club

#### Competizioni nazionali
- Campionato austriaco: 1

Wiener SK: 1921-1922
- Coppa d'Austria: 1

Wiener SK: 1922-1923